# آرمن ملیکیان (جراح)
آرمن رافائلی ملیکیان (ارمنی: Արմեն Ռաֆայելի Մելիքյան؛ زادهٔ ۲۰ مارس ۱۹۶۱) یک جراح و سیاستمدار اهل ارمنستان است که از تاریخ ۲۰۰۷ تا تاریخ ۲۰۱۱ سمت نمایندگی دوره چهارم مجلس ملی جمهوری ارمنستان را برعهده داشت.

## زندگی‌نامه
در ۲۰ مارس ۱۹۶۱ در ایروان به دنیا آمد و از دانشگاه پزشکی دولتی ایروان فارغ‌التحصیل شد. وی همچنین برنده جوایزی همچون مدال مخیتار هراتسی (۲۰۰۹) شده است.

## یادداشت
1. ↑  բժշկական գիտությունների դոկտոր